# Hortência Marcari
Hortência de Fátima Marcari (Potirendaba, 23 de setembro de 1959) é uma ex-jogadora de basquetebol brasileira.
Considerada uma das maiores atletas femininas da modalidade e como a melhor jogadora de copas do mundo da FIBA de todos os tempos, em 2018, entrou para o Hall da Fama do Basquetebol Feminino, dos Estados Unidos em 2002, o Basketball Hall of Fame em 2005 e o FIBA Hall of Fame em 2007.

## Biografia

### No basquete
Aos nove anos de idade, Hortência mudou-se com a família para Santo André, onde iniciou a prática de vários esportes, dentre os quais futebol de salão, handebol e atletismo. Na cidade, foi convidada para integrar a equipe da escola onde estudava e também conheceu Waldir Pagan, professor de educação física do colégio e técnico da seleção feminina de basquete.
No basquete, seu primeiro clube foi o São Caetano de São Caetano do Sul, atuando na equipe juvenil entre 1973 e 1975. Posteriormente, jogou no CRE Fundação. No ano de 1974, chegou a marcar 66 pontos em uma mesma partida de um campeonato colegial, marca que a jogadora só superaria em 1985, quando anotou 74 pontos na vitória do Sorocaba, sua equipe, sobre o Tupã, pelos 50º Jogos Abertos do Interior.
Hortência alcançou destaque atuando pela Prudentina.
Ela foi titular da seleção brasileira de basquete feminino desde os 16 anos, e participou da estreia da seleção nos Jogos Olímpicos de 1992, em Barcelona.
Nos anos 80, chegou a ser a mais bem paga atleta brasileira.
Em uma parceria inédita, Hortência fez história pelo Ponte Preta ao lado de Magic Paula. Diante de oito mil torcedores no ginásio de Guarulhos, a Ponte Preta venceu o Parma, da Itália, na final, por 102 a 86, as duas conquistavam o título mundial na única vez que atuaram juntas por um clube.
Hortência é a maior pontuadora da história da Seleção Brasileira de Basquete, com 3 160 pontos, marcados em 127 partidas oficiais, média de 24,9 pontos/partida. Já disputou cinco mundiais e duas Olimpíadas. Encerrou a carreira como jogadora após conquistar a medalha de prata nos Jogos Olímpicos de Atlanta, em 1996.
Depois de uma brilhante carreira como jogadora, tendo sucesso principalmente em Sorocaba, onde atingiu 121 pontos em um único jogo, em 1991, Hortência se tornou dirigente. Fora das quadras também teve grande êxito ao conquistar títulos no Data Control, no Futebol Fluminense (em parceria com o Data Control) e no Paraná BC.
Ao longo de sua carreira como atleta, jogadora de basquete, dirigente esportiva, comentarista e palestrante, ela acumulou uma série de títulos e vitórias. Hortência possui três medalhas dos Jogos Pan-Americanos (ouro, prata e bronze) e foi campeã mundial de basquete em 1994.
Em 2009, Hortência foi empossada diretora da Seleção Brasileira de Basquete Feminino, pelo então presidente da Confederação Brasileira de Basketball, Carlos Nunes.
Em 25 de outubro de 2010, foi agraciada com a comenda da Ordem do Ipiranga pelo Governo do Estado de São Paulo.

### Fora das quadras
Em 1996, Hortência se envolveu em uma briga de trânsito, na rodovia Raposo Tavares (São Paulo), após colidir com outro carro que estava parado em um semáforo, que resultou em uma multa de R$ 2.250,00 (20 salários mínimos na época). Quatro meses antes, a atleta deu a luz ao seu primeiro filho. Seu filho, João Victor Marcari Oliva , fruto do casamento com o empresário José Victor Oliva, é ginete, tendo competido no hipismo nos Jogos Olímpicos de Verão de 2016 e nas Olimpíadas de Tóquio em 2020.
Entre 2005 e 2010 manteve um relacionamento com o jogador de futebol Rodrigão.
Foi capa da revista masculina Playboy na edição brasileira de número 151 em fevereiro de 1988. Seu ensaio teve 10 páginas e foi produzido pelo fotógrafo J. R. Duran.
Ela foi comentarista dos Jogos Olímpicos de Tóquio 2020, nos canais da SporTV e da Globo, e se emocionou com a apresentação do filho ao vivo, que ficou na 5ª colocação do Grupo A.
Hoje em dia, Hortência atua como empresária, palestrante e integra o time de ouro de profissionais da Rede Globo.

## Clubes

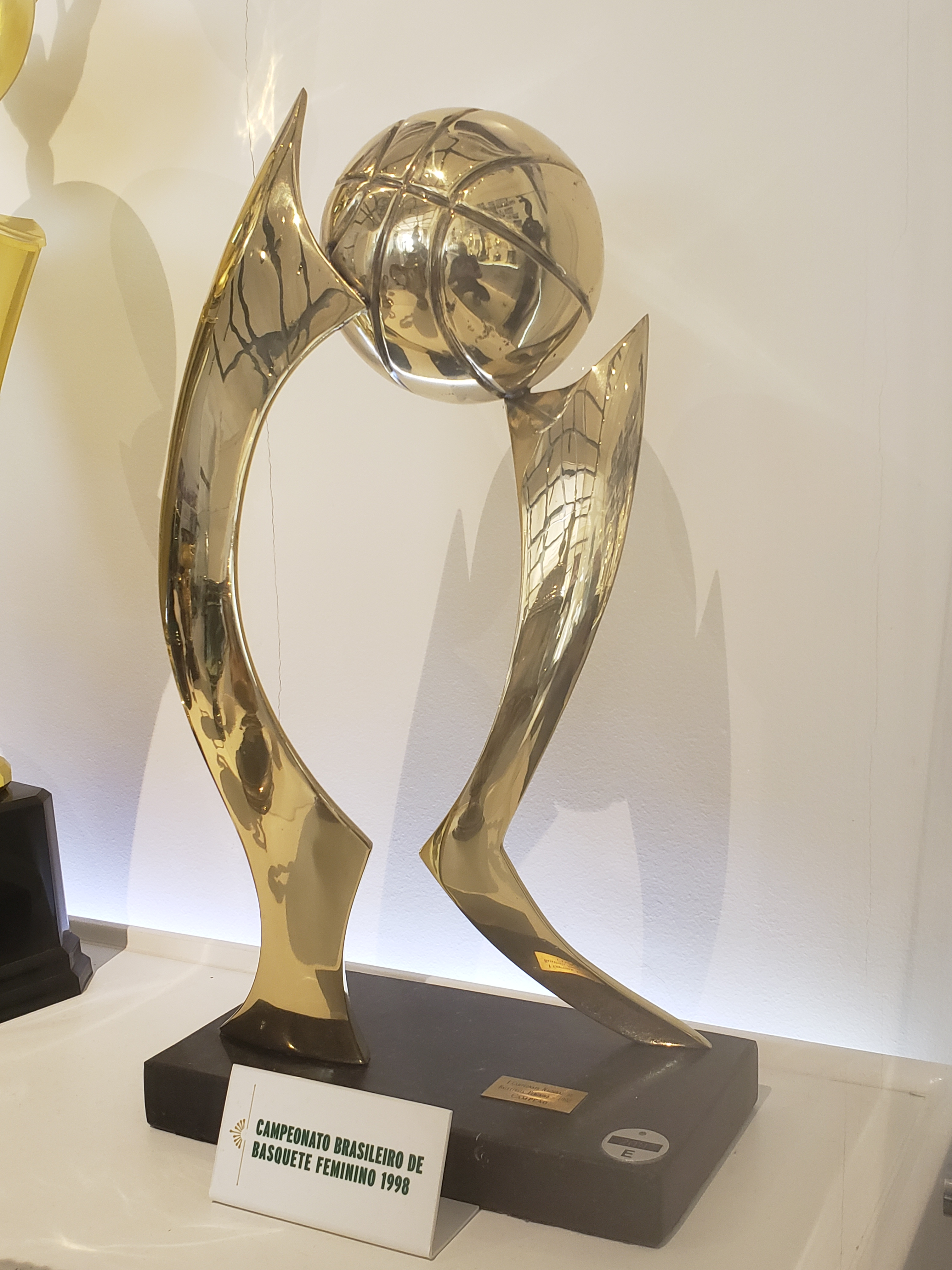
Troféu do Brasileiro Feminino de 1998.

- São Caetano: 1973-1975
- Fundação: 1976-1977
- Higienópolis: 1978-1981
- Prudentina: 1982-1985
- Minercal: 1985-1992
- Ponte Preta: 1993-1995

## Títulos

### Seleção Brasileira
- Campeã sul-americana (Bolívia - 1978, Brasil - 1986 e Chile - 1989)
- Medalha de ouro nos Jogos Pan-americanos de Havana (Cuba - 1991)
- Campeã do Mundial da Austrália (1994)[35]

### Clubes
Higienópolis
- Campeonato Paulista: 1978, 1979, 1980
- Campeonato Sul-Americano: 1981

Prudentina
- Campeonato Paulista: 1982, 1983
- Taça Brasil: 1984
- Campeonato Sul-Americano: 1983, 1984

Minercal
- Campeonato Paulista: 1987, 1988, 1989, 1990, 1991
- Taça Brasil: 1987, 1991, 1992
- Campeonato Mundial Interclubes: 1991

Ponte Preta
- Campeonato Paulista: 1993
- Taça Brasil: 1994, 1995
- Campeonato Pan-americano: 1994, 1995
- Campeonato Mundial Interclubes: 1993, 1994

### Como dirigente
- Campeonato Brasileiro de Basquete Feminino (1997) - Data Control
- Campeonato Mundial de Clubes Feminino (1997) - Data Control[17]
- Campeonato Brasileiro de Basquete Feminino (1998) - Data Control/Fluminense[36][37]
- Campeonato Paulista de Basquete Feminino (1999) - Carapicuíba/Paraná[19]
- Campeonato Brasileiro de Basquete Feminino (2000) - Paraná[18][19]

### Campanhas de destaque
- Vice-campeã norte-americana (Peru - 1977)
- Quarto lugar nos Jogos Pan-americanos de San Juan (Porto Rico - 1979)
- Medalha de bronze nos Jogos Pan-americanos de Caracas (Venezuela - 1983)
- Quinto lugar no Mundial do Brasil (1983)
- Medalha de prata nos Jogos Pan-americanos de Indianápolis (Estados Unidos - 1987)
- Vice-campeã da Copa América (Brasil - 1989 e 1993)
- Medalha de bronze no Pré-olímpico de Vigo (Espanha - 1992)
- Medalha de prata nos Jogos Olímpicos de Atlanta (Estados Unidos - 1996)